# FileFront
FileFront es un servicio de descarga de videojuegos que provee parches, demos, mods y otros contenidos relacionados con los videojuegos generados por los usuarios.

## Historia y propiedad
FileFront fue creado por I/O Error Development y lanzado por primera vez en diciembre de 2001. Este fue comprado por Ziff Davis Media Game Group a mediados de 2005.
El 6 de enero de 2009, UGO adquirió 1UP.com. FileFront no fue parte de la compra y se convirtió en parte de Digital Network de PC Magazine.
El 26 de marzo de 2009, se anunció que las operaciones del sitio FileFront iban a ser suspendidos indefinidamente el 30 de marzo de 2009. Debido a esto, una tarea masiva por una gran número de los exempleados de FileFront y el personal de la red de reserva de todas las descargas de los sitios de la red (anteriormente conocido como FilesNetwork) se inició. Sin embargo, el pasado 30 de marzo y en abril, el sitio web de FileFront parecía seguir funcionando bien, sin pérdida visible de los archivos alojados. Esto hizo creer a muchas personas que el anuncio había sido una broma del Pescado de abril mal hecha. El 2 de abril de 2009, el mensaje de despedida original, que había sido publicado en el sitio web por Ziff Davis Media, fue modificado por los fundadores originales de FileFront, afirmando que FileFront es ahora su propia empresa de nuevo y está de regreso en actividad, diciendo que todo el incidente no era una broma del Pescado de abril.

## Cierre definitivo
El 13 de abril de 2016 el sitio GameFront anunció el cierre definitivo del sitio web junto con FileFront. En el comunicado oficial se indica a los usuarios respaldar su información y datos del sitio web (sobre todo mods), ya que después no se podrán recuperar.

## Sitio principal
FileFront actualmente es uno de los 1000 sitios web de más tráfico web según Alexa. El objetivo principal de FileFront es proporcionar un servicio de descarga a sus usuarios, desde sus servidores con sede en Houston. Además de esto, FileFront también proporcionó algunos artículos y noticias relacionadas con los videojuegos. Las noticias y los artículos fueron proporcionados por Computer Gaming World, un sitio hermano y  descendencia de Ziff Davis Media.